# Between Sea and Land
Pour plus de détails, voir Fiche technique et Distribution.
Between Sea and Land est un film dramatique colombien écrit par Manolo Cruz, réalisation  Carlos del Castillo et sorti en 2016.

## Fiche technique
- Titre original : Between Sea and Land
- Réalisation : Carlos del Castillo
- Scénario : Manolo Cruz
- Photographie : Robespierre Rodriguez
- Son : German Daniel Leon
- Montage : German A. Duarte
- Musique : David Murillo R.
- Production : Manolo Cruz
- Pays d'origine : Colombie
- Langue originale : espagnol
- Format : couleur
- Genre : drame
- Durée : 98 minutes
- Dates de sortie :
  -  États-Unis : 22 janvier 2016 (Festival du film de Sundance)

## Distribution
- Jorge Cao :
- Manolo Cruz :
- Vicky Hernández :
- Viviana Serna :
- Mile Vergara :